# Bandera de Prats de Lluçanès
La bandera oficial de Prats de Lluçanès té la següent descripció:
Bandera apaïsada, de proporcions dos d'alt per tres de llarg, de color blau clar, amb el castell groc, tancat de vermell, de l'escut d'altura 4/5 de la del drap i amplada 13/30 de la llargària del mateix drap, al centre; i les quatre roses blanques de l'escut, de diàmetre 1/5 de l'alçària del drap, la primera, a 1/20 de la vora superior i a 1/30 de l'asta; la segona, a 1/20 de la vora superior i a 1/30 de la del vol; la tercera, a 1/20 de la vora inferior i a 1/30 de la de l'asta; i la quarta a 1/20 de la vora inferior i a 1/30 de la del vol.
Va ser aprovada el 27 de febrer de 2001 i publicada en el DOGC el 13 de març del mateix any amb el número 3346.